# Hoàng Yến Chibi
Nguyễn Hoàng Yến (sinh ngày 8 tháng 12 năm 1995), thường được biết đến với nghệ danh Hoàng Yến Chibi, là một nữ ca sĩ, diễn viên kiêm người dẫn chương trình truyền hình người Việt Nam.

## Sự nghiệp
Năm 2012, Yến cho ra mắt sản phẩm âm nhạc đầu tay mang tên Ngây ngô.
| “      | MV Ngây Ngô ngay từ tựa đề đã làm cho tất cả chúng ta phải dừng lại một chút và bồi hồi nhớ về những cảm xúc, những kỷ niệm thời còn cắp sách đến trường. | ” |
| — CTV, | |   |

Năm 2014, Yến phát hành đĩa đơn Ngày tháng mộng đẹp. Cùng năm, Yến tham gia chương trình Học viện Ngôi sao và đạt được danh hiệu á quân, đứng sau Hòa Minzy.
Năm 2016, Yến tham gia vai phụ trong các phim điện ảnh Ám ảnh, Lộc phát cùng vai diễn khách mời trong 4 năm, 2 chàng, 1 tình yêu. Yến làm diễn viên lồng tiếng Việt cho bộ phim hoạt hình Pokémon XY&Z: Volkenion và Magiana siêu máy móc. Ngày 8 tháng 12, Yến cho ra mắt mini-album đầu tay HY22, nhân dịp sinh nhật lần thứ 22 của mình, sản phẩm giữ vị trí quán quân trên bảng xếp hạng Zing MP3 tuần 49.
Năm 2022, Yến ra mắt ca khúc "Ừ! Em xin lỗi" đánh dấu sự trở lại đường đua âm nhạc sau ba năm và sự trưởng thành của mình, tuy nhiên ca khúc nhận về những đánh giá không mấy tích cực. Không lâu sau đó, cô cho ra mắt mini-album thứ ba mang tên Duyệt vào tháng 5 năm 2024. Cuối năm 2024, cô là thành viên nhỏ tuổi nhất tham gia mùa thứ hai của chương trình Chị đẹp đạp gió rẽ sóng.

## Danh sách đĩa nhạc

### Mini-album / EP
- HY22 (2016)
- Stay home with Hoang Yen Chibi (2021)
- Duyệt (2024)[7]

### Đĩa đơn
- Ngây ngô (2013)
- Ngày tháng mộng đẹp (2014)
- Sống như những đóa hoa (2014)
- Một phút giây (Remix) (2014)
- Ta nói nó vui (ft. Huy Nam La thăng) (2015)
- Nắng 20 (ft. Hand Leajung) (2015)
- Bỏ mặc quá khứ (2015)
- Còn đâu yêu thương (2015)
- Mùa cô đơn (2015)
- Xuân ơi ở lại chơi (ft. Tăng Nhật Tuệ & Tino) (2016)
- By my side (2016)
- Close to me (Lại gần em) (2016)
- Ngưng làm bạn (ft. Tino & KOP) (2016)
- Cinderella (2016)
- Đồi hoa mặt trời (2017)
- Muốn yêu ai đó cả cuộc đời (ft. Tino) (2017)
- Cây sao giấy (2017)
- Yêu một hoàng tử (2017)
- Hồi ức ngày hôm qua (2017)
- Bí mật nhỏ (2017)
- Cơn gió mùa hè (2017)
- Ngồi bên em (2017)
- Hoa anh đào trong gió (2017)
- Thủy tinh và cát (2017)
- Anh nói em nghe đi (2017)
- Điều ngốc nghếch nhất (2017)
- Best Friend (ft. Jun Phạm) (2017)
- Nụ hôn đánh rơi (nhạc phim Tháng năm rực rỡ) (2018)
- Em gái nắng (Em gái mưa 2018) (2018)
- Cánh hồng phai (2018)
- Ready Girls (ft. Đỗ Khánh Vân & An Vy) (2018)
- No Boyfriend (2018)
- Em vẫn yêu đời (2019)
- Thanh xuân của cô gái nhà bên (ft. Tino) (2019)
- Đời thiệt là phơi phới (ft. Uni5) (2019)
- Trời giấu trời mang đi (2019)
- Cánh hoa tổn thương (2020)
- Nếu đã là định mệnh (2020)
- Yêu thầm (ft. Tlinh & TDK) (2021)
- Chẳng rời cách nhau (ft. Bùi Công Nam) (2021)

Và một số đĩa đơn khác

## Danh sách phim

### Phim truyền hình
| Năm  | Tựa phim                   | Vai diễn   | Đạo diễn        | Kênh      | Ghi chú          |
| ---- | -------------------------- | ---------- | --------------- | --------- | ---------------- |
| 2012 | Cửa sổ thủy tinh           | Chibi      | Phạm Tuấn Quang | VTV6/VTV3 | Vai diễn đầu tay |
| 2012 | Ba đám cưới, một đời chồng | Ngân       | Nguyễn Khải Anh | VTV3      | Vai phụ          |
| 2013 | Hương ngọc lan             | Tuyết      | Nguyễn Đức Hiếu | VTV3      | Vai phụ          |
| 2015 | Trại cá sấu                | Tú         | Trần Toàn       | SCTV14    |                  |
| 2015 | Gia đình ngũ quả phần 2    | Ô Mai Sấu  | Trần Toàn       | THVL1     |                  |
| 2016 | Hot girl làm vợ            | Khánh Linh | Lê Hướng Nam    | SCTV14    |                  |
| 2016 | Mãi mãi là bao lâu         | Hân        | Đặng Thái Huyền | SCTV14    |                  |
| 2020 | Siêu sao mờ ám             | Chi Mai    | Yoo Young-shin  | VTV9      | Vai chính        |

### Phim điện ảnh
| Năm  | Tựa phim                                        | Đạo diễn            | Ghi chú         |
| ---- | ----------------------------------------------- | ------------------- | --------------- |
| 2016 | Ám ảnh                                          | Bảo Nguyễn          |                 |
| 2016 | Lộc phát                                        | Lê Bảo Trung        |                 |
| 2016 | 4 năm, 2 chàng, 1 tình yêu                      | Luk Vân             |                 |
| 2016 | Pokémon XY&Z: Volkenion và Magiana siêu máy móc | Yuyama Kunihiko     | Lồng tiếng Việt |
| 2017 | Cô gái đến từ hôm qua                           | Phan Gia Nhật Linh  |                 |
| 2017 | Pokémon the Movie 20: Tớ chọn cậu               | Yuyama Kunihiko     | Lồng tiếng Việt |
| 2018 | Tháng năm rực rỡ                                | Nguyễn Quang Dũng   |                 |
| 2018 | Kế hoạch đổi chồng                              | Trần Nhân Kiên      |                 |
| 2018 | Pokémon the Movie: Sức mạnh của chúng ta        | Yajima Tetsuo       | Lồng tiếng Việt |
| 2019 | Thất sơn tâm linh                               | Trần Hàm            |                 |
| 2019 | Ngôi nhà bươm bướm                              | Huỳnh Tuấn Anh      |                 |
| 2020 | Cuốc xe nửa đêm                                 | Nguyễn Nguyên Hoàng |                 |
| 2020 | Bí mật của gió                                  |                     |                 |
| 2020 | Người cần quên phải nhớ                         | Đỗ Đức Thịnh        |                 |
| 2022 | Em và Trịnh                                     | Phan Gia Nhật Linh  |                 |
| 2022 | Đảo độc đắc                                     |                     |                 |
| 2022 | Trò chơi tử thần                                |                     |                 |
| 2024 | B4S – Trước giờ "Yêu"                           | Tùng Leo            | Cameo           |

## Danh sách chương trình đã tham gia
- Kỳ phùng địch thủ - HTV7
- Ai là triệu phú - VTV3
- Alo Alo - Yeah1TV (VTVCab17)
- Tôi là diễn viên - THVL1
- Lữ khách 24h - HTV7
- Bữa trưa vui vẻ - VTV6
- Giọng ải giọng ai - HTV7
- Học viện ngôi sao - VTV6
- Lớp học vui nhộn - Yeah1TV (VTVCab17)
- Giải mã cơ thể - HTV7
- Những bài hát còn xanh - VTV6
- Trò chơi âm nhạc - VTV3
- Ghế không tựa - VTV6
- Một trăm triệu một phút - VTV3
- Ngạc nhiên chưa - HTV7
- Hội quán tiếu lâm - THVL1
- Kỳ tài thách đấu - HTV7
- Chuẩn cơm mẹ nấu - VTV3
- Sao là sao - THVL1
- Hoán chuyển bất ngờ (thi cùng NSƯT Quang Lý) - THVL1
- Gương mặt thân quen 2017 - VTV3
- Biệt đội X6 - HTV7
- Nhà cười - VTV3
- Mặt nạ ngôi sao - HTV7
- Ơn giời cậu đây rồi! - VTV3
- Ký ức vui vẻ - VTV3
- Cao thủ đấu nhạc - HTV7
- Tường lửa - VTV3
- Truy tìm cao thủ - THVL1
- Vua phạt đền - HTV7
- Vị khách bí ẩn - VTV9
- Đại náo thành Takeshi - VTV3
- Không giới hạn - Sasuke Việt Nam - VTV3[9]
- Úm ba la chuyện của Tấm - VTV3
- Gà đẻ trứng vàng - VTV3
- Bộ ba siêu đẳng - VTV3
- Chọn đâu cho đúng - VTV3
- Chị đẹp đạp gió rẽ sóng - VTV3
- Quân khu số 1 - VTV3

Và những chương trình khác

## Thành tích

### Giải thưởng và đề cử
| Giải thưởng             | Năm  | Hạng mục                                                            | Đối tượng đề cử       | Kết quả           | Chú thích     |
| ----------------------- | ---- | ------------------------------------------------------------------- | --------------------- | ----------------- | ------------- |
| Zing Music Awards       | 2017 | Nữ ca sĩ được yêu thích nhất                                        | Bản thân              | Lọt vào danh sách | Top 20        |
| Zing Music Awards       | 2019 | Nữ ca sĩ được yêu thích nhất                                        | Bản thân              | Lọt vào danh sách | Top 20        |
| Làn Sóng Xanh           | 2017 | Ca sĩ triển vọng (Nữ)                                               | Bản thân              | Đề cử             | [ 12 ] [ 13 ] |
| Làn Sóng Xanh           | 2018 | Gương mặt mới xuất sắc                                              | Nụ hôn đánh rơi       | Đề cử             | [ 12 ] [ 13 ] |
| Làn Sóng Xanh           | 2018 | Ca khúc nhạc phim được yêu thích nhất                               | Nụ hôn đánh rơi       | Đoạt giải         | [ 12 ] [ 13 ] |
| Ngôi Sao Xanh           | 2017 | Nữ diễn viên điện ảnh xuất sắc nhất                                 | Cô gái đến từ hôm qua | Đề cử             | [ 14 ] [ 15 ] |
| Ngôi Sao Xanh           | 2017 | Nữ diễn viên điện ảnh được yêu thích nhất                           | Cô gái đến từ hôm qua | Đoạt giải         | [ 14 ] [ 15 ] |
| Ngôi Sao Xanh           | 2018 | Nữ diễn viên điện ảnh xuất sắc nhất                                 | Tháng năm rực rỡ      | Đoạt giải         | [ 14 ] [ 15 ] |
| Ngôi Sao Xanh           | 2018 | Nữ diễn viên điện ảnh được yêu thích nhất                           | Tháng năm rực rỡ      | Đoạt giải         | [ 14 ] [ 15 ] |
| Ngôi Sao Xanh           | 2019 | Nữ diễn viên điện ảnh xuất sắc nhất                                 | Thất sơn tâm linh     | Đề cử             | [ 14 ] [ 15 ] |
| Ngôi Sao Xanh           | 2019 | Nữ diễn viên điện ảnh được yêu thích nhất                           | Thất sơn tâm linh     | Đoạt giải         | [ 14 ] [ 15 ] |
| Keeng Young Awards      | 2018 | Ca khúc nhạc phim                                                   | Nụ hôn đánh rơi       | Đoạt giải         |               |
| Cánh Diều Vàng          | 2018 | Nữ diễn viên chính xuất sắc phim truyện điện ảnh                    | Tháng năm rực rỡ      | Đoạt giải         | [ 16 ]        |
| ELLE Style Awards       | 2018 | Nữ diễn viên phong cách của năm                                     | Bản thân              | Đề cử             | [ 17 ] [ 18 ] |
| ELLE Style Awards       | 2019 | Người có phong cách cá nhân ảnh hưởng trên mạng xã hội nhất của năm | Bản thân              | Đề cử             | [ 17 ] [ 18 ] |
| Liên hoan phim Việt Nam | 2019 | Nữ diễn viên chính xuất sắc phim truyện điện ảnh                    | Tháng năm rực rỡ      | Đoạt giải         |               |

### Chương trình truyền hình / Cuộc thi âm nhạc, diễn xuất
- Đại sứ tuổi teen - Hot VTeen 2013
- Á quân Học viện Ngôi sao 2014
- Quán quân Tôi là diễn viên 2015
- Hạng tư Gương mặt thân quen 2017